# Гадзада-Скьянно
Гадзада-Скьянно (итал. Gazzada Schianno) — коммуна в Италии, располагается в провинции Варесе области Ломбардия.
Население составляет 4514 человек, плотность населения составляет 1129 чел./км². Занимает площадь 4 км². Почтовый индекс — 21045. Телефонный код — 0332.
Покровителем коммуны почитается святой Георгий Победоносец, празднование 23 апреля (Schianno).  14 сентября в коммуне особо празднуется Воздвижение Креста Господня (Gazzada).

## Города-побратимы
- Зекках, Германия